# US Festival
34°12′14″ пн. ш. 117°24′07″ зх. д. / 34.204° пн. ш. 117.402° зх. д.
US Festival (US вимовляється як займенник, а не як ініціали) - загальна назва двох фестивалів музики і культури, що пройшли у США у 1980-і роки.

## Підготовка
Фестиваль був створений завдяки співпраці відомого конструктора та співзасновника фірми Apple Computer Стіва Возняка, а також німецько-американського імпресаріо та музичного промоутера Била Грема. Метою засновників було зробити 80і роки більш соціально орієнтовними та об'єднати технології з рок-музикою.
Перша сесія була запланована на вихідні, що передували Дню Праці у США 1982 року - національному святі у США, що відзначається у перший понеділок вересня. Друга сесія - на вихідні, що передували Дню Пам'яті у США 1983 року - інше національне свято, що відзначається щорічно в останній понеділок травня. 
Спеціально для фестивалю був створений майданчик під відкритим небом у Регіональному парку Глен Хелен, що знаходиться у Деворі (Сан-Бернардіно, Каліфорнія).

## Перша сесія (3 - 5 вересня 1982 року)
| - Gang of Four - The Ramones - The English Beat - Oingo Boingo - The B-52's - Talking Heads - The Police | - Джо Шаріно - Дейв Едмундс - Едді Мані - Santana - The Cars - The Kinks - Пет Бенатар - Tom Petty & the Heartbreakers | - Breakfast with the Grateful Dead - Джері Джеф Вокер - Джиммі Баффет and The Coral Reefer Band - Джексон Браун - Fleetwood Mac |

## Друга сесія (28 травня - 4 червня 1983)
| - Divinyls - INXS - Wall of Voodoo - Oingo Boingo - The English Beat - A Flock of Seagulls - Stray Cats - Men at Work - The Clash - Quiet Riot - Mötley Crüe - Оззі Осборн - Judas Priest - Triumph - Scorpions - Van Halen | - Los Lobos - Little Steven & The Disciples of Soul - Berlin - Quarterflash - Missing Persons - U2 - The Pretenders - Джо Волш - Стіві Нікс - Девід Бові - Thrasher Brothers - Рікі Скеггс - Хенк Вільямс мол. - Emmylou Harris & The Hot Band - Alabama - Вейлон Дженнінгс - Riders in the Sky - Віллі Нельсон |